# Elżbieta Portka
Elżbieta Portka-Krebs – polska aktorka i wokalistka Teatru Studio Buffo w Warszawie. Występuje m.in. w musicalu "Metro", "Romeo i Julia" oraz "Panna Tutli Putli" w reżyserii Janusza Józefowicza. Współpracowała jako solistka z Piotrem Rubikiem, co zaowocowało występem na koncercie "Zakochani w Krakowie" w czerwcu 2007 r. Podkłada głos do reklam, programów telewizyjnych. Zajmuje się organizacją imprez i eventów jak również występami muzycznymi i prowadzeniem jako konferansjer.
Absolwentka Uniwersytetu Opolskiego.

## Praca w teatrze
- Studio Buffo
- Teatr Muzyczny Roma

## Role w sztukach teatralnych
- Metro (musical)
- Panna Tutli Putli
- Romeo i Julia (musical) – Rosalina / Ekspedientka
- Grosik 2
- Tyle Miłości
- Ukochany Kraj...
- Hity Buffo
- Wieczór Cygański
- Wieczór Żydowski
- Wieczór Francuski
- Wieczór Amerykański
- Wieczór Włoski
- Wieczór Rosyjski
- Koty w Teatrze Muzycznym Roma

## Ważniejsze role teatralne
- W musicalu Koty zagrała kotkę "Bombalurinę".

## Koncerty i występy
- 2007: "Przebojowa noc"
- 2007: " Złota sobota"
- Marzenia Marcina Dańca
- 2007: "Jaka to melodia?"
- 2007: "Pytanie na śniadanie"
- 2007: "Jaka to melodia"
- 2007: Zakochani w Krakowie
- z zespołem "Miło Jez"-koncerty
- 2005/2006: "Rewia Sylwestrowa"
- 2000: Festiwal Opolski – Noc Kabaretowa

### Reklamy
- Winiary
- Era
- Ricore
- Nospa
- Knopers
- Plus Gsm
- Famidyna
- Fortuna
- Danone
- Redd’s
- Nestle
- Zdrowit
- Nordea Bank
- Łaciate

### Filmografia
- Na Wspólnej
- Plebania
- Klan

### Dyskografia
- kolędy polskie-do gazety wyborczej
- "Zakochani w krakowie"-Piotra Rubika
- płyta z muzyką do musicalu Romeo i Julia (zespół wokalny)